# Virtus sudore paratur
 Virtus sudore paratur лат. (изговор:виртус судоре паратур). Врлина се знојем стиче. (Овидије) 

## Поријекло изреке
Изрекао Публије Овидије Назон  (лат. Publius Ovidius Naso) у смејени старе у нову еру. Jедан од тројице најпознатијих пјесника Августовог доба, такозваног златног вијека римске књижевности — поред Хорација и Вергилија

## Значење
Врлина  није плод случајности и доколице. Она  се стиче трудом, односно упорним радом. 